# 福男
福男（ふくおとこ）は、神事等において福を授かった者などに用いられる称号。

## 開門神事
十日戎開門神事・福男選び
西宮神社（兵庫県西宮市）の十日えびすの神事で、毎年1月10日午前6時に執行され、一番早くに拝殿にたどり着いたものを「一番福」、3着までのものを「福男」として認定する。ちなみに女性が優勝した場合は「福女」と呼ばれるが過去に例はない。
春日神社
西宮神社の分社の春日神社（兵庫県丹波市）で行われている行事で男女それぞれの部の一番から三番福を選ぶ。

## 節分行事
節分の神事や豆まきに奉仕する者を呼ぶ例もある。
- 福島稲荷神社[3]
- 善光寺[4]